# Fałków
Fałków – wieś (dawniej miasto) w Polsce położona w województwie świętokrzyskim, w powiecie koneckim, w gminie Fałków.
Fałków uzyskał lokację miejską w 1340, zdegradowany w 1869. W latach 1975–1998 miejscowość administracyjnie należała do województwa piotrkowskiego.
Miejscowość jest siedzibą gminy Fałków, a także rzymskokatolickiej parafii Świętej Trójcy.
W miejscowości działa klub piłki nożnej, GLKS Fałków.
W 2021 wieś liczyła 1003 mieszkańców.

## Części wsi
| SIMC    | Nazwa     | Rodzaj    |
| ------- | --------- | --------- |
| 1017327 | Glinianki | część wsi |
| 1017385 | Podzamcze | część wsi |
| 1017474 | Zięciów   | część wsi |

## Historia
Fałków od końca XIII w. należał do rodu Odrowążów, którzy przybrali nazwisko Fałkowscy (późniejsi przedstawiciele rodu nosili nazwisko Falkowski). W 1418 wymieniono zamek (castrum) w Fałkowie przy okazji działu dóbr.
W 1340 król Kazimierz Wielki wydał Jakubowi i Piotrowi Falkowskim przywilej przekształcenia wsi w miasto na prawie magdeburskim.
Od początku XV w. miasto należało do Giżyckich. Od XVII w. Fałków należał do Lasockich, Stadnickich i Jakubowskich. W 1557 miasto miało 5 rzemieślników, szynkarza i gorzelnika. W 1662 Fałków zamieszkiwany był przez 140 osób w 20 domach.
W XIX w. znajdował się tu wielki piec, walcownia żelaza oraz pudlingarnia. Funkcjonowały także kopalnie rudy: Juliusz i Wierzchowiska. Jak wiele innych miast w zaborze rosyjskim Fałków utracił prawa miejskie w 1869 w ramach represji po powstaniu styczniowym.
W czasie I wojny światowej Fałków uległ znacznym zniszczeniom. Zburzone zostało miasteczko wraz z kościołem pochodzącym z pocz. XV w. i szkołą podstawową. Do Fałkowa w 1916 karnie za działalność patriotyczną został zesłany ks. dr Władysław Chrzanowski, który był proboszczem fałkowskim w latach 1916–1919. Podczas swej posługi wybudował kaplicę, która pełniła funkcję kościoła do czasu wybudowania nowego; odremontował szkołę, która rozpoczęła działalność jeszcze przed odzyskaniem niepodległości, oraz zorganizował pierwszą straż pożarną i został jej prezesem. W styczniu 1919 został wybrany do sejmu konstytucyjnego (1919–1921), zabiegał w nim między innymi o pomoc dla zniszczonych podczas wojny miejscowości w powiecie koneckim.

## Zabytki
- Kościół pw. św. Trójcy, zbudowany w latach 1929–1935 wg projektu architekta Oskara Sosnowskiego, stoi w najwyższym miejscu Fałkowa. Ołtarzem zwrócony jest ku wschodowi. Składa się z zasklepionego prezbiterium i niesklepionej nawy oraz dwóch naw bocznych zasklepionych. Kościół jest zbudowany na planie owalu. W prezbiterium i nawie jest sześć okien, a w bocznych nawach po trzy okna. Kościół ma dwie wieże pełniące funkcję dzwonnicy.

Kościół wraz z przykościelnym cmentarzem został wpisany do rejestru zabytków nieruchomych (nr rej.; A.911/1-2 z 14.06.2013).
- Ruiny zamku lub dworu z początku XVII w., stojące na wzniesieniu, otoczone fosą wypełnioną wodą. Zachowane mury pierwszego piętra z oknami i bramą wjazdową oraz piwnice. Do zamku prowadził drewniany most zwodzony. Ze względu na niewielkie rozmiary historycy sztuki uznają kamienno-ceglany budynek nie za zamek, lecz dwór obronny. Zamek uległ zniszczeniu w XVII wieku, głównie pod naporem Szwedów.

W skład zabytkowego zespołu (nr rej.: A.479/1-4 z 16.09.1972 i z 15.02.1995) wchodzą: ruina dworu obronnego, oficyna, gorzelnia oraz park z aleją dojazdową.
- W dawnej organistówce były dyrektor szkoły Euzebiusz Barański zorganizował muzeum (skansen) fałkowskie z licznymi eksponatami wyposażenia domowego i gospodarstwa.

## Galeria

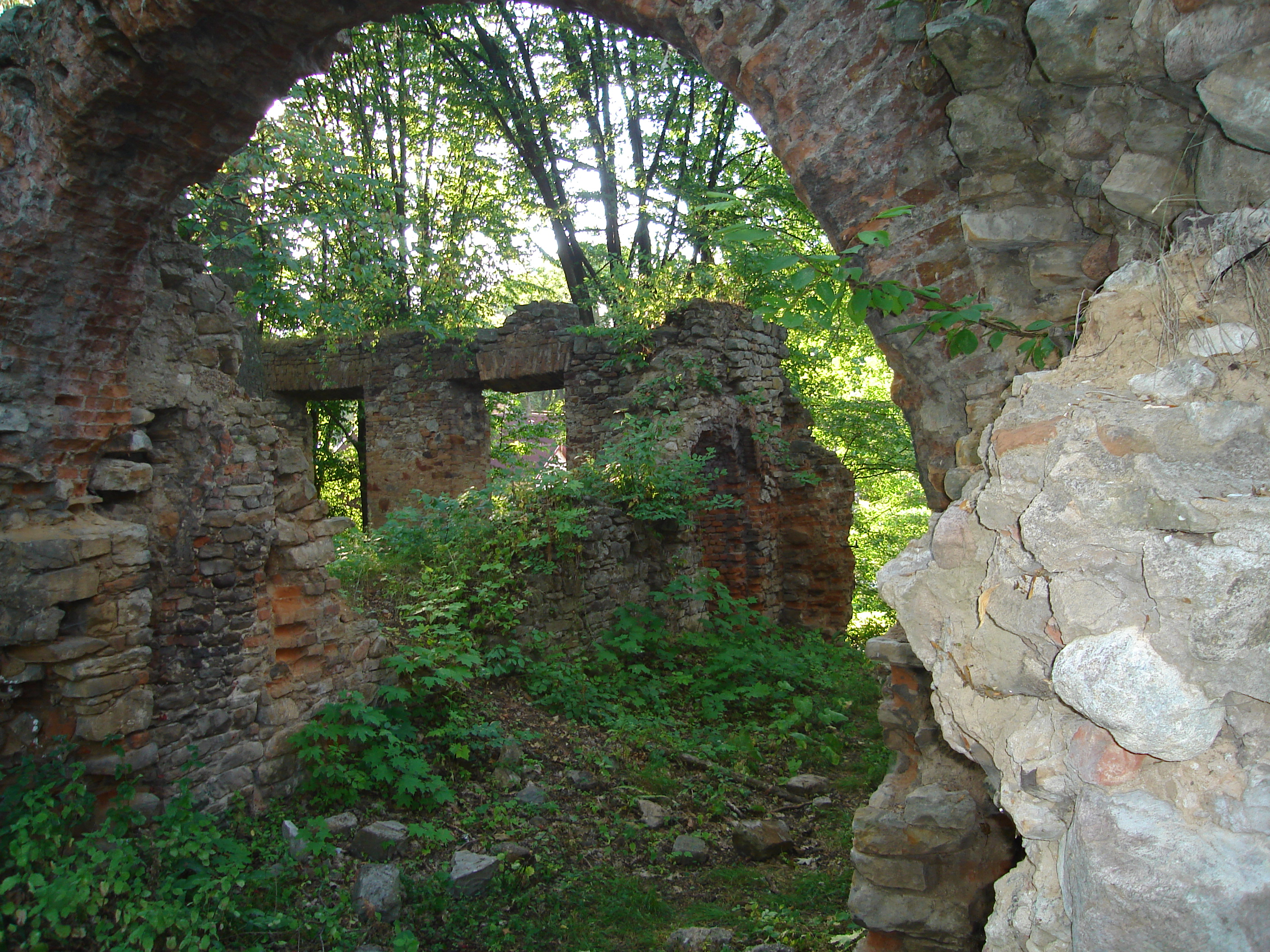
Ruiny zamku
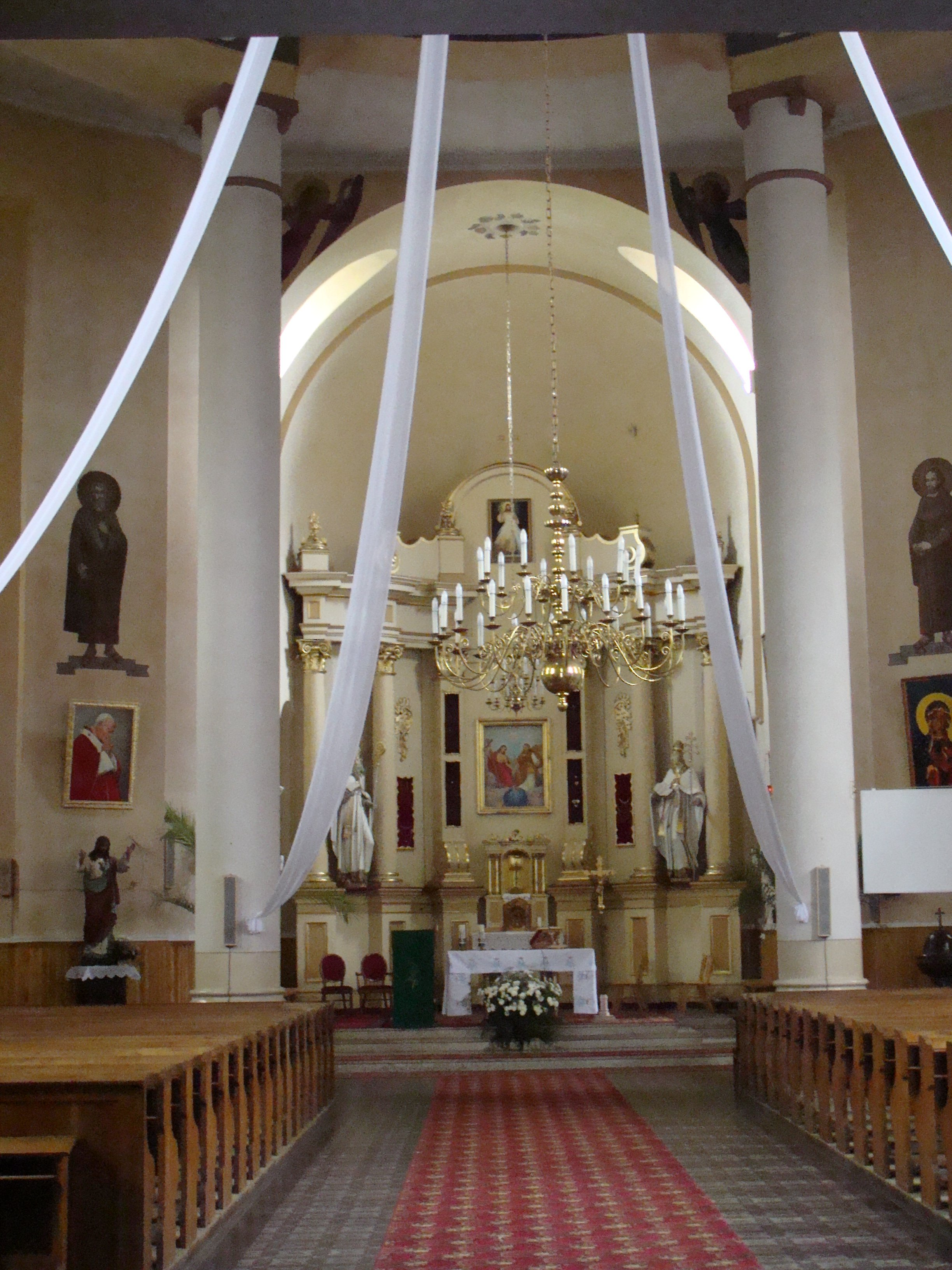
Wnętrze kościoła
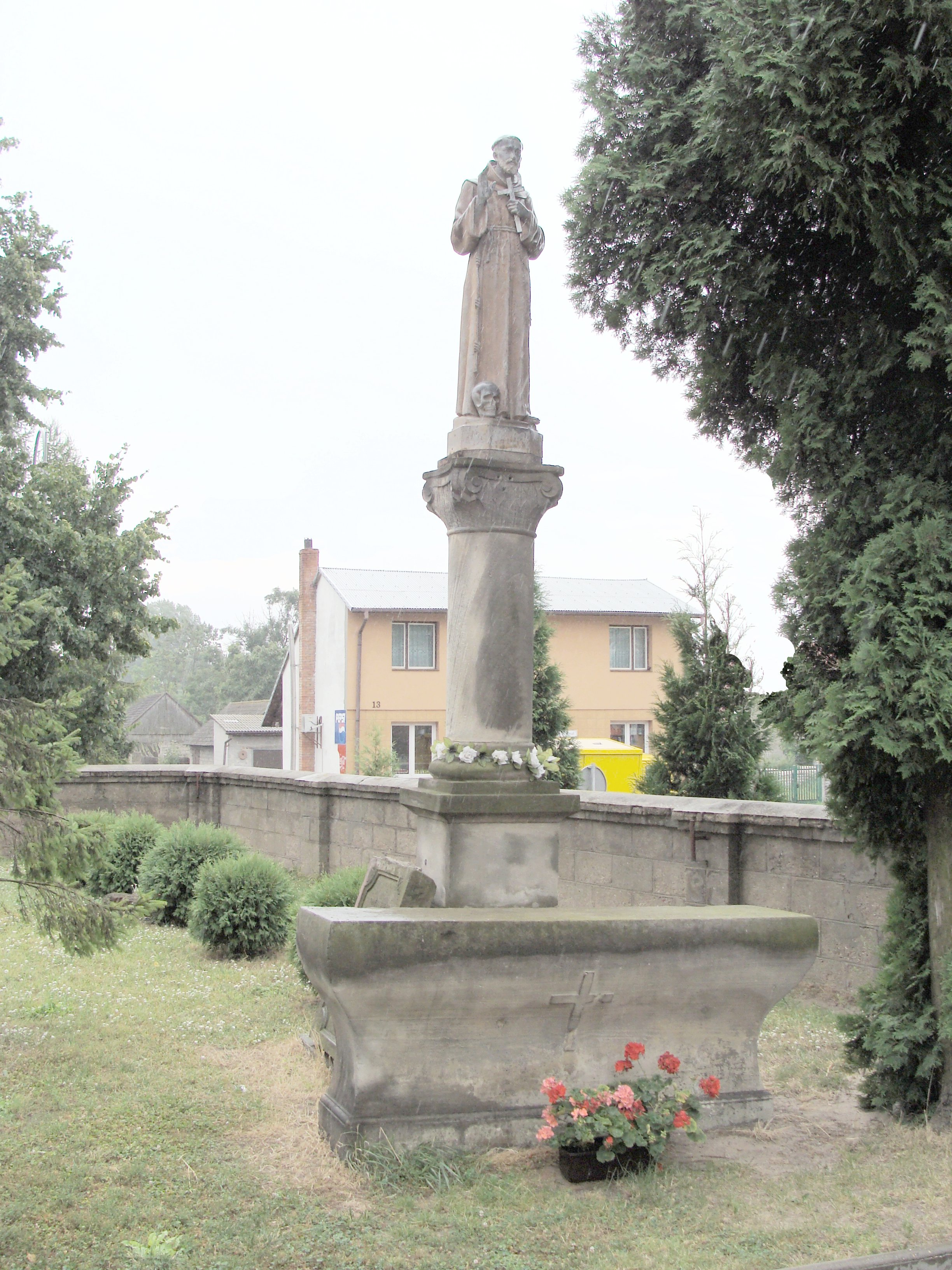
Figura za bramą do kościoła
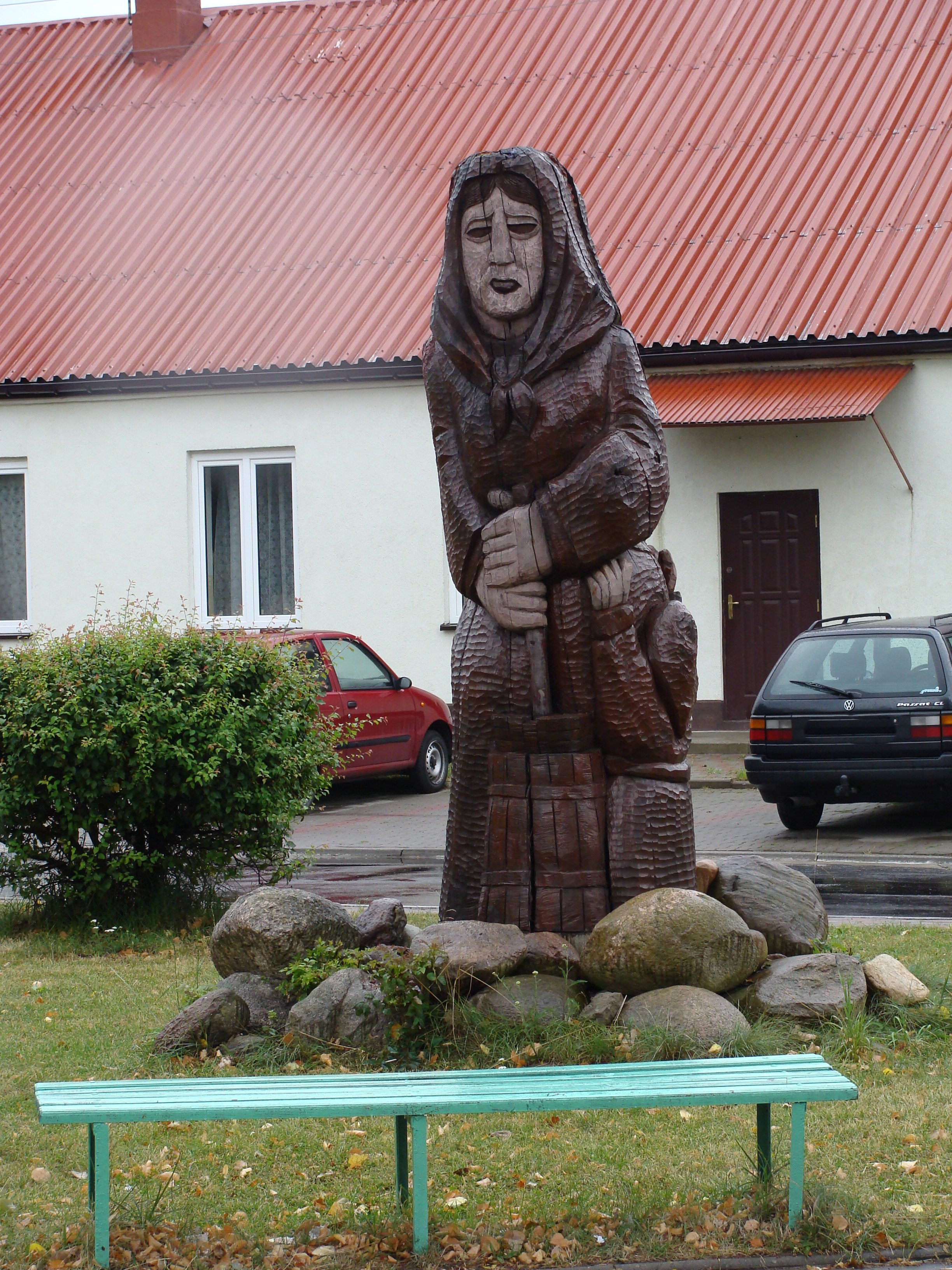
Baba z maselnicą – drewniana rzeźba ludowa na placu przy OSP
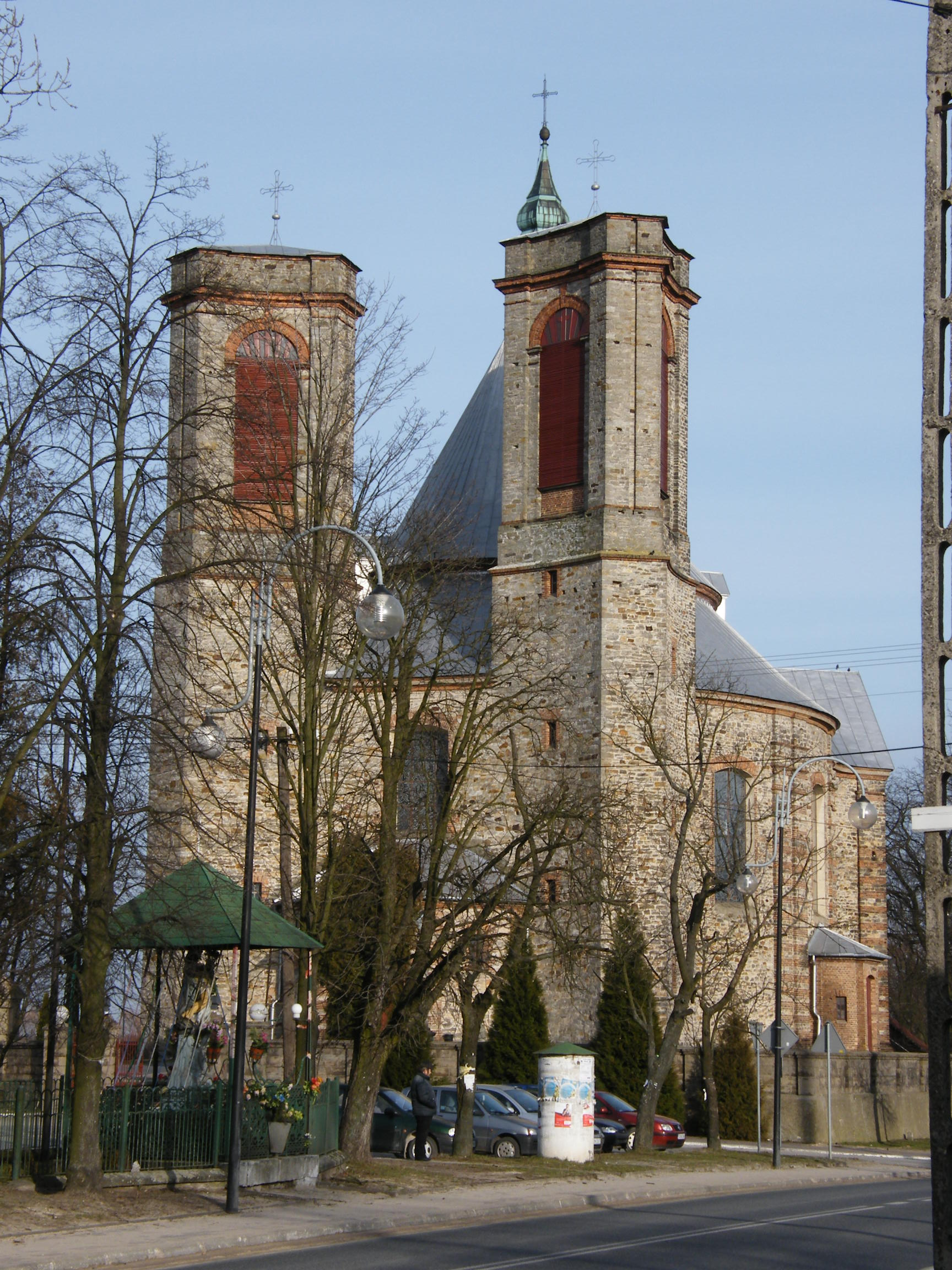
Kościół z 1929 roku